# Danh sách tiểu hành tinh: 28001–28100
| Tên            | Tên đầu tiên | Ngày phát hiện            | Nơi phát hiện                      | Người phát hiện                                  |
| -------------- | ------------ | ------------------------- | ---------------------------------- | ------------------------------------------------ |
| 28001 -        | 1997 WD41    | ngày 29 tháng 11 năm 1997 | Socorro                            | LINEAR                                           |
| 28002 -        | 1997 WO51    | ngày 29 tháng 11 năm 1997 | Socorro                            | LINEAR                                           |
| 28003 -        | 1997 WT52    | ngày 29 tháng 11 năm 1997 | Socorro                            | LINEAR                                           |
| 28004 Terakawa | 1997 XA      | ngày 2 tháng 12 năm 1997  | Mishima                            | M. Akiyama                                       |
| 28005 -        | 1997 XC      | ngày 1 tháng 12 năm 1997  | Lime Creek                         | R. Linderholm                                    |
| 28006 -        | 1997 XM5     | ngày 3 tháng 12 năm 1997  | Gekko                              | T. Kagawa, T. Urata                              |
| 28007 -        | 1997 XO10    | ngày 7 tháng 12 năm 1997  | Cima Ekar                          | A. Boattini, M. Tombelli                         |
| 28008          | 1997 XR11    | ngày 5 tháng 12 năm 1997  | Nachi-Katsuura                     | Y. Shimizu, T. Urata                             |
| 28009 -        | 1997 YY1     | ngày 21 tháng 12 năm 1997 | Oizumi                             | T. Kobayashi                                     |
| 28010 -        | 1997 YE3     | ngày 24 tháng 12 năm 1997 | Oizumi                             | T. Kobayashi                                     |
| 28011          | 1997 YW3     | ngày 22 tháng 12 năm 1997 | Xinglong                           | Chương trình tiểu hành tinh Bắc Kinh Schmidt CCD |
| 28012          | 1997 YH4     | ngày 23 tháng 12 năm 1997 | Xinglong                           | Beijing Schmidt CCD Asteroid Program             |
| 28013          | 1997 YL4     | ngày 24 tháng 12 năm 1997 | Xinglong                           | Beijing Schmidt CCD Asteroid Program             |
| 28014 -        | 1997 YS5     | ngày 25 tháng 12 năm 1997 | Oizumi                             | T. Kobayashi                                     |
| 28015 -        | 1997 YG9     | ngày 26 tháng 12 năm 1997 | Church Stretton                    | S. P. Laurie                                     |
| 28016 -        | 1997 YV11    | ngày 30 tháng 12 năm 1997 | Oizumi                             | T. Kobayashi                                     |
| 28017 -        | 1997 YV13    | ngày 31 tháng 12 năm 1997 | Oizumi                             | T. Kobayashi                                     |
| 28018          | 1998 AG      | ngày 4 tháng 1 năm 1998   | Xinglong                           | Chương trình tiểu hành tinh Bắc Kinh Schmidt CCD |
| 28019 Warchal  | 1998 AW8     | ngày 14 tháng 1 năm 1998  | Ondřejov                           | L. Šarounová                                     |
| 28020 -        | 1998 BP5     | ngày 22 tháng 1 năm 1998  | Kitt Peak                          | Spacewatch                                       |
| 28021 -        | 1998 BP6     | ngày 22 tháng 1 năm 1998  | Bédoin                             | P. Antonini                                      |
| 28022 -        | 1998 BA9     | ngày 25 tháng 1 năm 1998  | Haleakala                          | NEAT                                             |
| 28023 -        | 1998 BF11    | ngày 23 tháng 1 năm 1998  | Socorro                            | LINEAR                                           |
| 28024          | 1998 BT14    | ngày 25 tháng 1 năm 1998  | Nachi-Katsuura                     | Y. Shimizu, T. Urata                             |
| 28025 -        | 1998 BD41    | ngày 25 tháng 1 năm 1998  | Haleakala                          | NEAT                                             |
| 28026          | 1998 CN1     | ngày 6 tháng 2 năm 1998   | Xinglong                           | Chương trình tiểu hành tinh Bắc Kinh Schmidt CCD |
| 28027 -        | 1998 CC5     | ngày 6 tháng 2 năm 1998   | La Silla                           | E. W. Elst                                       |
| 28028          | 1998 DS8     | ngày 22 tháng 2 năm 1998  | Xinglong                           | Chương trình tiểu hành tinh Bắc Kinh Schmidt CCD |
| 28029 -        | 1998 DW9     | ngày 20 tháng 2 năm 1998  | Woomera                            | F. B. Zoltowski                                  |
| 28030 -        | 1998 DW12    | ngày 26 tháng 2 năm 1998  | Kleť                               | Kleť                                             |
| 28031 -        | 1998 DX17    | ngày 23 tháng 2 năm 1998  | Kitt Peak                          | Spacewatch                                       |
| 28032          | 1998 DZ23    | ngày 17 tháng 2 năm 1998  | Nachi-Katsuura                     | Y. Shimizu, T. Urata                             |
| 28033          | 1998 EE9     | ngày 5 tháng 3 năm 1998   | Xinglong                           | Chương trình tiểu hành tinh Bắc Kinh Schmidt CCD |
| 28034 -        | 1998 EU13    | ngày 1 tháng 3 năm 1998   | La Silla                           | E. W. Elst                                       |
| 28035 -        | 1998 FY1     | ngày 21 tháng 3 năm 1998  | Kitt Peak                          | Spacewatch                                       |
| 28036 -        | 1998 FZ26    | ngày 20 tháng 3 năm 1998  | Socorro                            | LINEAR                                           |
| 28037 -        | 1998 FS33    | ngày 20 tháng 3 năm 1998  | Socorro                            | LINEAR                                           |
| 28038 -        | 1998 FK35    | ngày 20 tháng 3 năm 1998  | Socorro                            | LINEAR                                           |
| 28039 -        | 1998 FV78    | ngày 24 tháng 3 năm 1998  | Socorro                            | LINEAR                                           |
| 28040 -        | 1998 FF80    | ngày 24 tháng 3 năm 1998  | Socorro                            | LINEAR                                           |
| 28041 -        | 1998 FQ87    | ngày 24 tháng 3 năm 1998  | Socorro                            | LINEAR                                           |
| 28042 -        | 1998 FB90    | ngày 24 tháng 3 năm 1998  | Socorro                            | LINEAR                                           |
| 28043 -        | 1998 FX90    | ngày 24 tháng 3 năm 1998  | Socorro                            | LINEAR                                           |
| 28044 -        | 1998 FD116   | ngày 31 tháng 3 năm 1998  | Socorro                            | LINEAR                                           |
| 28045 -        | 1998 FB118   | ngày 31 tháng 3 năm 1998  | Socorro                            | LINEAR                                           |
| 28046 -        | 1998 HB14    | ngày 24 tháng 4 năm 1998  | Haleakala                          | NEAT                                             |
| 28047 -        | 1998 HU90    | ngày 21 tháng 4 năm 1998  | Socorro                            | LINEAR                                           |
| 28048 -        | 1998 HH91    | ngày 21 tháng 4 năm 1998  | Socorro                            | LINEAR                                           |
| 28049 -        | 1998 HM94    | ngày 21 tháng 4 năm 1998  | Socorro                            | LINEAR                                           |
| 28050 -        | 1998 HC99    | ngày 21 tháng 4 năm 1998  | Socorro                            | LINEAR                                           |
| 28051 -        | 1998 HS153   | ngày 25 tháng 4 năm 1998  | Anderson Mesa                      | LONEOS                                           |
| 28052 -        | 1998 KP1     | ngày 18 tháng 5 năm 1998  | Anderson Mesa                      | LONEOS                                           |
| 28053 -        | 1998 KE4     | ngày 22 tháng 5 năm 1998  | Anderson Mesa                      | LONEOS                                           |
| 28054 -        | 1998 KE50    | ngày 23 tháng 5 năm 1998  | Socorro                            | LINEAR                                           |
| 28055 -        | 1998 MX      | ngày 16 tháng 6 năm 1998  | Socorro                            | LINEAR                                           |
| 28056 -        | 1998 MK5     | ngày 20 tháng 6 năm 1998  | Kitt Peak                          | Spacewatch                                       |
| 28057 -        | 1998 MM37    | ngày 24 tháng 6 năm 1998  | Anderson Mesa                      | LONEOS                                           |
| 28058 -        | 1998 NF      | ngày 1 tháng 7 năm 1998   | Reedy Creek                        | J. Broughton                                     |
| 28059 Kiliaan  | 1998 OZ7     | ngày 26 tháng 7 năm 1998  | La Silla                           | E. W. Elst                                       |
| 28060 -        | 1998 OL8     | ngày 26 tháng 7 năm 1998  | La Silla                           | E. W. Elst                                       |
| 28061 -        | 1998 ON11    | ngày 26 tháng 7 năm 1998  | La Silla                           | E. W. Elst                                       |
| 28062 -        | 1998 OZ11    | ngày 22 tháng 7 năm 1998  | Reedy Creek                        | J. Broughton                                     |
| 28063 -        | 1998 OR14    | ngày 26 tháng 7 năm 1998  | La Silla                           | E. W. Elst                                       |
| 28064 -        | 1998 QX10    | ngày 17 tháng 8 năm 1998  | Socorro                            | LINEAR                                           |
| 28065 -        | 1998 QZ10    | ngày 17 tháng 8 năm 1998  | Socorro                            | LINEAR                                           |
| 28066 -        | 1998 QA11    | ngày 17 tháng 8 năm 1998  | Socorro                            | LINEAR                                           |
| 28067 -        | 1998 QA14    | ngày 17 tháng 8 năm 1998  | Socorro                            | LINEAR                                           |
| 28068 -        | 1998 QO21    | ngày 17 tháng 8 năm 1998  | Socorro                            | LINEAR                                           |
| 28069 -        | 1998 QQ22    | ngày 17 tháng 8 năm 1998  | Socorro                            | LINEAR                                           |
| 28070 -        | 1998 QS25    | ngày 17 tháng 8 năm 1998  | Socorro                            | LINEAR                                           |
| 28071 -        | 1998 QC26    | ngày 25 tháng 8 năm 1998  | Đài thiên văn Zvjezdarnica Višnjan | Đài thiên văn Zvjezdarnica Višnjan               |
| 28072 -        | 1998 QT31    | ngày 17 tháng 8 năm 1998  | Socorro                            | LINEAR                                           |
| 28073 -        | 1998 QT40    | ngày 17 tháng 8 năm 1998  | Socorro                            | LINEAR                                           |
| 28074 -        | 1998 QM41    | ngày 17 tháng 8 năm 1998  | Socorro                            | LINEAR                                           |
| 28075 -        | 1998 QU44    | ngày 17 tháng 8 năm 1998  | Socorro                            | LINEAR                                           |
| 28076 -        | 1998 QS48    | ngày 17 tháng 8 năm 1998  | Socorro                            | LINEAR                                           |
| 28077 -        | 1998 QH55    | ngày 27 tháng 8 năm 1998  | Anderson Mesa                      | LONEOS                                           |
| 28078 -        | 1998 QM55    | ngày 26 tháng 8 năm 1998  | Caussols                           | ODAS                                             |
| 28079 -        | 1998 QY63    | ngày 24 tháng 8 năm 1998  | Socorro                            | LINEAR                                           |
| 28080 -        | 1998 QS72    | ngày 24 tháng 8 năm 1998  | Socorro                            | LINEAR                                           |
| 28081 -        | 1998 QN80    | ngày 24 tháng 8 năm 1998  | Socorro                            | LINEAR                                           |
| 28082 -        | 1998 QF88    | ngày 24 tháng 8 năm 1998  | Socorro                            | LINEAR                                           |
| 28083 -        | 1998 QP90    | ngày 28 tháng 8 năm 1998  | Socorro                            | LINEAR                                           |
| 28084 -        | 1998 QH92    | ngày 28 tháng 8 năm 1998  | Socorro                            | LINEAR                                           |
| 28085 -        | 1998 QO98    | ngày 28 tháng 8 năm 1998  | Socorro                            | LINEAR                                           |
| 28086 -        | 1998 QW100   | ngày 26 tháng 8 năm 1998  | La Silla                           | E. W. Elst                                       |
| 28087 -        | 1998 QH101   | ngày 26 tháng 8 năm 1998  | La Silla                           | E. W. Elst                                       |
| 28088 -        | 1998 RQ2     | ngày 14 tháng 9 năm 1998  | Socorro                            | LINEAR                                           |
| 28089 -        | 1998 RD17    | ngày 14 tháng 9 năm 1998  | Socorro                            | LINEAR                                           |
| 28090 -        | 1998 RW32    | ngày 14 tháng 9 năm 1998  | Socorro                            | LINEAR                                           |
| 28091 -        | 1998 RQ49    | ngày 14 tháng 9 năm 1998  | Socorro                            | LINEAR                                           |
| 28092 -        | 1998 RT53    | ngày 14 tháng 9 năm 1998  | Socorro                            | LINEAR                                           |
| 28093 -        | 1998 RG54    | ngày 14 tháng 9 năm 1998  | Socorro                            | LINEAR                                           |
| 28094 -        | 1998 RE56    | ngày 14 tháng 9 năm 1998  | Socorro                            | LINEAR                                           |
| 28095 -        | 1998 RA57    | ngày 14 tháng 9 năm 1998  | Socorro                            | LINEAR                                           |
| 28096 -        | 1998 RS59    | ngày 14 tháng 9 năm 1998  | Socorro                            | LINEAR                                           |
| 28097 -        | 1998 RZ63    | ngày 14 tháng 9 năm 1998  | Socorro                            | LINEAR                                           |
| 28098 -        | 1998 RJ64    | ngày 14 tháng 9 năm 1998  | Socorro                            | LINEAR                                           |
| 28099 -        | 1998 RZ66    | ngày 14 tháng 9 năm 1998  | Socorro                            | LINEAR                                           |
| 28100 -        | 1998 RG69    | ngày 14 tháng 9 năm 1998  | Socorro                            | LINEAR                                           |